# Bass (Stimmlage)
| Stimmlagen für Chorsänger | Stimmlagen für Chorsänger |
| Frauenstimmen             | Männerstimmen             |
| ------------------------- | ------------------------- |
| Sopran (S)                | Tenor (T)                 |
| Mezzosopran               | Bariton                   |
| Alt (A)                   | Bass (B)                  |

Als Bass (von lateinisch bassus ‚stark‘, ‚reichlich‘; Pl. die Bässe) wird die tiefste Gesangsstimmlage bezeichnet. Ein Sänger dieser Stimmlage wird einfach Bass oder auch Basso genannt. Auch die tiefen Lagen bzw. Register (und deren Tonproduzenten wie Orgelpfeifen oder Saiten) von Musikinstrumenten werden oder wurden als Bass oder Basso, zum Teil als Kontrabass oder italienisch Contrabasso bezeichnet.

## Geschichte und Wortherkunft
Die Bezeichnung bildete sich mit der beginnenden Mehrstimmigkeit heraus, als man die Stimme, die den Cantus firmus hielt, Tenor nannte. Die zweite Männerstimme bekam als musikalischer Gegenspieler des Tenors zunächst den Namen contratenor, lag aber anfangs ungefähr in der gleichen Lage und Tessitur wie der Tenor. Später wurde der Tonumfang der Kompositionen erweitert auf ungefähr zwei Oktaven und die Stimmen übereinander geschichtet, die Gegenstimmen wichen nach oben oder unten aus und man unterschied zwischen einer hohen Gegenstimme contratenor altus und einer tiefen Gegenstimme contratenor bassus. Aus diesen Bezeichnungen entwickelten sich dann die Bezeichnungen Altus und Bassus, der teilweise auch Basis hieß.

## Tonumfang
Der Tonumfang der Bassstimme reicht ungefähr von F bis f’. Manche Partien verlangen auch E oder D, z. B. Osmin aus Die Entführung aus dem Serail und Baron Ochs aus Der Rosenkavalier. Ein kräftiges F wird in Haydns Oratorium  Die Schöpfung in der Arie Nun scheint in vollem Glanze erwartet, wobei sich die Stimme gegen Orchester und Kontrafagott klanglich durchsetzen soll. Gustav Mahler hat im Schlusssatz seiner 2. Sinfonie für die Bassstimme des Chores einen Stimmumfang von ,B bis f1’ notiert.
Nur wenige der Bässe haben ein großes Volumen bei sehr tiefen Tönen und einen nach unten erweiterten Tonumfang, häufig auch eine dunkle Färbung. Solche Basssänger bezeichnet man als Dramatischen Basso Profondo oder umgangssprachlich auch als schwarzen Bass.
Einige Bässe der russischen Chöre, die sogenannten Oktavisten (von der Oktave, im engeren Sinne „eine Oktave tiefer“), singen eine Oktave tiefer als die übrigen Bässe und wechseln nicht in das obere Register. Diese Stimmlage wird auch (ziemlich rar) solistisch eingesetzt, und einige Komponisten haben für diese spezielle Stimmlage Solostücke geschrieben (u. a. Solopart in Geistliches Chorkonzert no. 21 von Dmitri Stepanowitsch Bortnjanski).

## Verbreitung
Statistisch sind 5 % der Männerstimmen Bässe. Profunde Bässe sind selten. Schon in den Schulchören des 17. und 18. Jahrhunderts gab es einen Mangel an guten Bässen. Michael Praetorius empfiehlt 1619 im Syntagma musicum, die Schwäche der Bässe mit einem Streichbass zu kompensieren. Auch beim Thomanerchor zur Zeit Bachs spielte bei Aufführungen von A-cappella-Werken stets ein Streichinstrument den Bass mit.

## Spezialisierte Bass-Stimmfächer
- Hoher Bass, auch Basso cantante genannt
- Charakterbass
- Seriöser Bass
- Lyrischer Bass für eher höhere Stimmpartien
- Bassbuffo für heitere Opernrollen
- Bassbariton ist ein Fach zwischen Bass und Bariton. Er kann sowohl tiefere Baritonpartien (wie z. B. Scarpia in Tosca oder vier Bösewichte aus Hoffmanns Erzählungen) als auch höhere Bassrollen (z. B. Bartolo, van Bett oder Kaspar) singen.
- Basso Profondo (oder Schwarzer Bass), ausdrucksstark auch in tiefen Stimmlagen.[5]
- Oktavist (oder auch Strohbass, siehe Untertongesang), Bass mit Stimmumfang eine Oktave tiefer[6]

## Liste berühmter Bass-Rollen in Opern und Oratorien
- Osmin, Die Entführung aus dem Serail von Wolfgang Amadeus Mozart
- Don Alfonso, Così fan tutte von Wolfgang Amadeus Mozart
- Leporello, Don Giovanni von Wolfgang Amadeus Mozart
- Sarastro, Die Zauberflöte von Wolfgang Amadeus Mozart
- Der Baron Ochs auf Lerchenau, Der Rosenkavalier von Richard Strauss
- Don Basilio, Il barbiere di Siviglia von Gioachino Rossini
- van Bett, Bürgermeister, Zar und Zimmermann von Albert Lortzing
- Rocco, Fidelio von Ludwig van Beethoven
- Kaspar, Der Freischütz von Carl Maria von Weber
- Boris Godunow, Titelpartie der gleichnamigen Oper von Modest Mussorgski
- Don Quichotte, Titelpartie der gleichnamigen Oper von Jules Massenet
- Fiesco, Simon Boccanegra von Giuseppe Verdi
- Philipp II., Don Carlos von Giuseppe Verdi
- Gurnemanz, Parsifal von Richard Wagner
- Hagen,  Götterdämmerung aus der Tetralogie Der Ring des Nibelungen von Richard Wagner
- Elias, Elias von Felix Mendelssohn Bartholdy (Oratorium)